# Bone Daddy – Bis auf die Knochen
Bone Daddy – Bis auf die Knochen ist ein US-amerikanisch-kanadischer Thriller von Mario Azzopardi aus dem Jahr 1998.

## Handlung
Der Pathologe William H. Palmer schreibt ein Buch über einen Serienkiller, der seine Opfer entführte, ihnen Knochen herausschnitt und diese verschickte. Dieser Killer wurde nie festgenommen. Kurz nach dem Erscheinen des Buches wird Palmers Verleger entführt. Palmer erhält per Post Knochen des Verlegers, die aus dem lebenden Körper herausgeschnitten wurden.
Später wird der Sohn von Palmer entführt. Palmer kann ihn rechtzeitig retten.

## Kritiken
- TV direkt (12/2006) beschrieb den Film als „gepflegten Grusel“.
- Carsten Tritt (www.schnitt.de) meinte, der Horrorfilm biete „altmodische Gruselspannung“. Er lobte die Leistung von Rutger Hauer, die Arbeit des Kameramanns Danny Nowak und die „gekonnte Inszenierung“. Tritt kritisierte einige Drehbuchschwächen.
- Das Lexikon des internationalen Films bezeichnete den Film als „schaurig“ und „kaum schlüssig“ und kritisierte die „gängigen Klischees“.[1]

## Hintergründe
Gedreht wurde ab dem 19. November 1997 in Chicago und Toronto. Der Film hatte im November 1998 in den USA seine Premiere auf Video. 